# Argimundus
Argimon (Argimundus) fou pretendent a la corona visigoda del Regne de Toledo el 590. Després del III Concili de Toledo es va organitzar una conspiració, probablement arriana, liderada per Argimon, que era dux d'una província (potser la Cartaginesa), i persones influents del palau. Els conjurats pretenien assassinar al rei i proclamar Argimon en el seu lloc. Descoberta la conjura Argimon va patir decalvació i amputació de la mà dreta.